# إثيل مايرز
إثيل مايرز (بالإنجليزية: Ethel Myers)‏ هي رسامة أمريكية، ولدت في 23 أغسطس 1881 في بروكلين في الولايات المتحدة، وتوفيت في 24 مايو 1960 في كورنوال في الولايات المتحدة.

## معرض صور

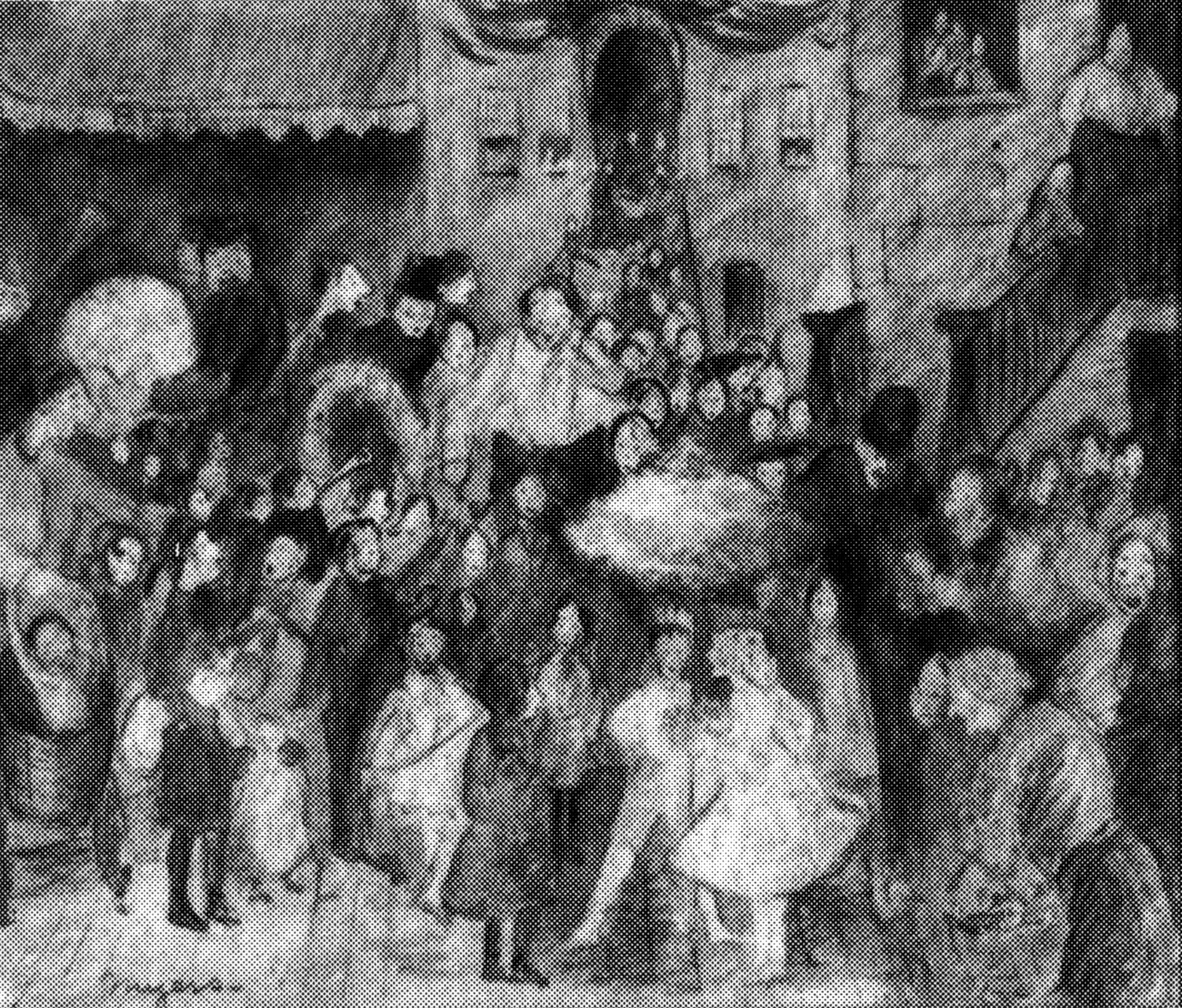
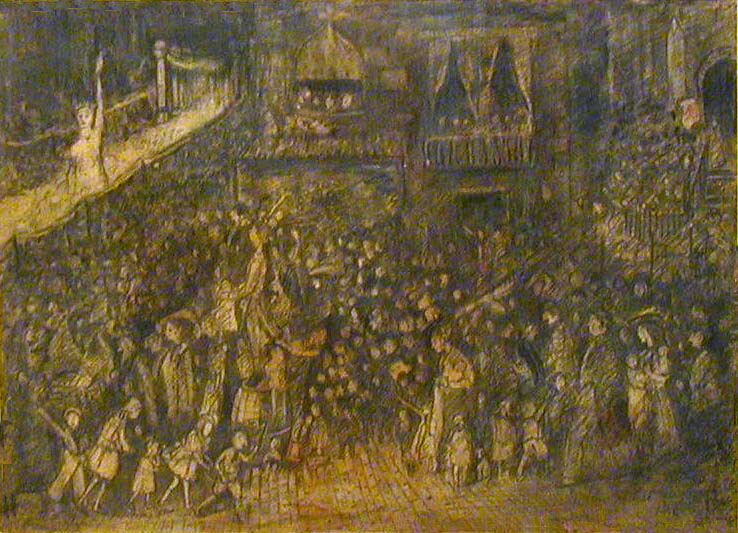
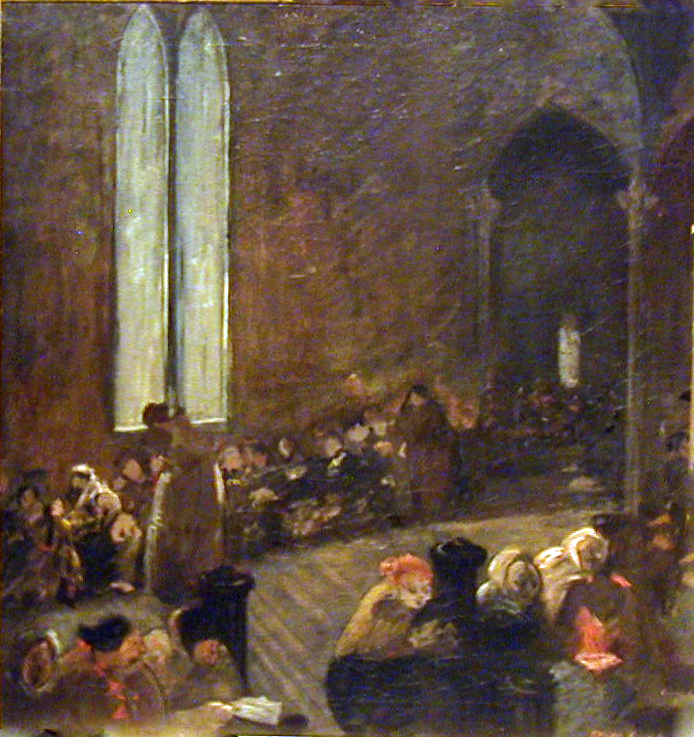
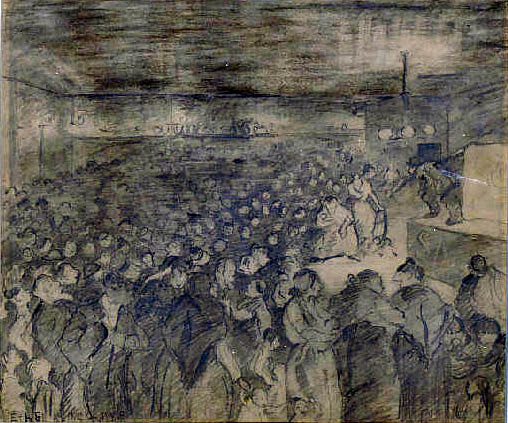